# Orconectes marchandi
Orconectes marchandi là một loài tôm sông trong họ Cambaridae.